# Jurong East (metrostation)
Jurong East is een metrostation van de metro van Singapore aan de North South Line en de East West Line.